# Ляпина, Нафиса Кабировна
Нафиса Кабировна Ляпина (15 декабря 1933, д. Сахаево) — химик, член-корреспондент АН РБ (1995), доктор химических наук (1983), профессор (1986), заслуженный деятель науки БАССР (1976).

## Биография
Ляпина Нафиса Кабировна родилась 15 декабря 1933 года в д. Сахаево Кармаскалинского района БАССР. Родители работали учителями арабского языка в школе. После перехода башкирской письменности на латиницу педагоги остались без работы — трудились на своем огороде. Купили для сельхозработ инвентарь, трактор. При коллективизации её отца посадили в тюрьму, а мать с детьми отправили в ссылку. В ссылке побывали в Средней Азии, на севере, в Архангельске. Отца несколько раз отпускали и вновь сажали. Скончался он в ссылке в 1942 году.
После войны, в 1945 году её семья осела в Уфе. Нафиса Кабировна училась в Уфе в 1-й женской школе, которую окончила на пятерки.
В 1955 году Нафиса Кабировна окончила Уфимский нефтяной институт (1955). После окончания института работала оператором Ново-Уфимского нефтеперерабатывающего завода, старшим лаборантом (1956—1957), младшим научным сотрудником (1957—1958) Отдела химии БФАН СССР; младшим научным сотрудником (1961—1962), руководителем тематической группы (1962—1967) Института органической химии БГУ; старшим научным сотрудником(1965—1967), заведующей лабораторией (1967—2007), главным научным сотрудником (с 2007 г.) Института химии БФАН СССР, ныне ИОХ УНЦ РАН.
Защитила кандидатскую диссертацию на тему «Комплексные соединения сульфидов с солями ртути». Была первой женщиной — химиком в РБ, защитившей докторскую диссертацию. Тема докторской диссертации (1983) «Исследование сероорганических соединений нефтяных дистиллятов». Результаты исследований легли в основу создания процесса производства сульфидов из нефтяного сырья, а также для решения экологических проблем очистки углеводородов от сероводорода и меркаптанов и регенерации сульфидно-щелочных стоков в нефте- и газопереработке.
Научные направления работ Н. Ляпиной : химия природных соединений серы нефти и газоконденсата. Она провела исследования, позволившие обнаружить сульфоксиды и сульфоны в нефти; получить новые сведения о химическом составе, структуре и свойствах сероорганических соединений нефти, предложила новую классификацию сернистых нефтей в зависимости от химического состава сероорганических соединений.
Среди учеников Нафисы Кабировны 3 доктора и 16 кандидатов наук.
Семья: муж, сын закончил физфак МГУ, учился в аспирантуре Московского энергетического института, защитился в Ягеллонском университете, живёт и работает в Польше. Дочь Аделя закончила химфак БГУ.

## Труды
Ляпина Нафиса Кабировна — автор около 470 научных трудов, включая 55 авторских свидетельств и патентов.
Современное состояние проблемы исследования органических соединений серы нефтей // Успехи химии. 1982. Т. 51. Вып. 2.
Химия и физико-химия сераорганических соединений нефтяных дистиллятов. М.: Наука, 1984.
Башкортостан: Краткая энциклопедия. Уфа: Башкирская энциклопедия, 1996.
Five Hundred Ledgers Influence. American biographical Institute, 1994.

## Награды
Ордена «Знак Почета» (1981), «За заслуги перед Отечеством» (1999)